# René Gainville
René Gainville (Budapest, 1931. december 2. – Párizs, 2014. augusztus 5.) magyar születésű francia filmrendező, forgatókönyvíró, színész és producer.

## Életút
René Gainville, Budapesten született René Jacques Froc de Géninville néven, 1931. december 2-án. Tanulmányait befejezve Budapesten érettségizett.
Gainville, ezt követően, a második világháború után, családjával Párizsba költözött, ahol a filmrendezői diploma megszerzése után kezdte meg filmes pályafutását.
Felesége, Edith Vignaud, Anne Vernon művésznéven ismert francia színésznő volt.
Egy lányuk van, Catherine de Geninville.
Gainville, hosszú betegség után, 2014. augusztus 5-én halt meg Párizsban.

## Filmográfia

### Rendező
- 1964 : Tambi (rövidfilm)[13]
- 1964 : Libérez-nous du mal (rövidfilm)[14]
- 1964 : Le père (rövidfilm)
- 1966 : L'Homme de Mykonos[15]
- 1968 : Le Démoniaque
- 1969 : Un jeune couple (Egy fiatal pár)[16]
- 1970 : Alyse et Chloé[17]
- 1973 : Le Complot
- 1974 : Le Bon Samaritain (TV)[18]
- 1975 : Le Pensionnat et ses inimitiés (Catherine Balogh álnéven)[19]
- 1975 : ... Et tu n'auras d'autres adversaires que toi (TV)
- 1979 : L'Associé (A csendestárs)

### Rendezőasszisztens
- 1965 : Mission spéciale à Caracas de Raoul André

### Producer
- 1966 : L'Homme de Mykonos
- 1968 : Le Démoniaque
- 1970 : Alyse et Chloé
- 1973 : Le Complot
- 1975 : Le Pensionnat et ses inimitiés
- 1979 : L'Associé
- 1996 : The Associate (A csendestárs folytatása)
- 2001 : Mikor síel az oroszlán? (magyar)[20][21]

### Forgatókönyvíró
- 1966 : L'Homme de Mykonos
- 1968 : Le Démoniaque
- 1979 : L'Associé
- 1996 : The Associate

### Színész
- 1989 : Thank You Satan (André Farwagi filmje)
- 1994-96: Kisváros / Tuniszi kapcsolat; Tengerparti végjáték; Kaland Tunéziában (TV, magyar)